# أنطون هولي
أنطون هولي (بالإنجليزية: Anton Holly)‏ هو فلاح وسياسي أمريكي، ولد في 19 مارس 1875، وتوفي في 26 سبتمبر 1932. حزبياً، نشط في الحزب الجمهوري. وقد انتخب عضو جمعية ولاية ويسكونسن.